# Kritiško-sito-Preis
Der Kritiško-sito-Preis (slowenisch Kritiško sito, deutsch „Kritisches Sieb“) ist ein slowenischer Literaturpreis, der jährlich vom Verband slowenischer Literaturkritiker (Društvo slovenskih literarnih kritikov) vergeben wird.
Für den Preis kommen Bücher aller Art infrage. Die Abstimmung erfolgt in zwei Runden, wobei alle Mitglieder des Verbands slowenischer Literaturkritiker die Möglichkeit haben, für ein Werk abzustimmen.

## Preisträger
- 2012: Katja Perat: Najboljši so padli. „Die Besten sind gefallen“, Študentska založba, 2011.
- 2013: Maruša Krese: Da me je strah? „Ob ich Angst habe?“, Goga, 2012.
- 2014: Davorin Lenko: Telesa v temi. Center za slovensko književnost, 2013. Deutsche Übersetzung: Körper im Dunkeln, 2015, übersetzt von Ann-Cathrin Bolton.
- 2015: Katarina Marinčič: Po njihovih besedah. „Laut ihren Worten.“ Modrijan, 2014.
- 2016: Jure Jakob: Hiše in drugi prosti spisi. „Häuser und andere freie Aufsätze.“ Mladinska knjiga, 2015.
- 2017: Mojca Kumerdej: Kronosova žetev, Beletrina, 2016; Deutsche Übersetzung: Chronos erntet. 2019, übersetzt von Erwin Köstler.
- 2018: Milan Jesih: Maršal. „Der Marschall.“ Beletrina, 2017.
- 2019: Jernej Županič: Mamuti. „Mammute.“ LUD Literatura, 2018.
- 2020: Anja Golob: da ne da ne bo več prišla ... 2019. Deutsche Übersetzung: dass nicht. 2022, übersetzt von Liza Linde.
- 2021: Muanis Sinanović: Krhke karavane. „Brüchige Karawanen“, LUD Literatura, 2020.
- 2022: Ana Marwan: Zabubljena. Beletrina, 2021. Deutsche Übersetzung: Verpuppt, 2023, übersetzt von Klaus Detlef Olof.
- 2023: Ajda Bračič: Leteči ljudje. „Fliegende Leute“, LUD Literatura, 2022.